# Gendarmerie nationale guinéenne
La gendarmerie nationale guinéenne est une force militaire de sécurité publique en Guinée. Ses missions sont similaires à celles de la gendarmerie nationale française. Mise sur pied en 1958 après l'indépendance, elle comprenait, en 2021, 5100 gendarmes, sous-officiers et officiers.

## Histoire

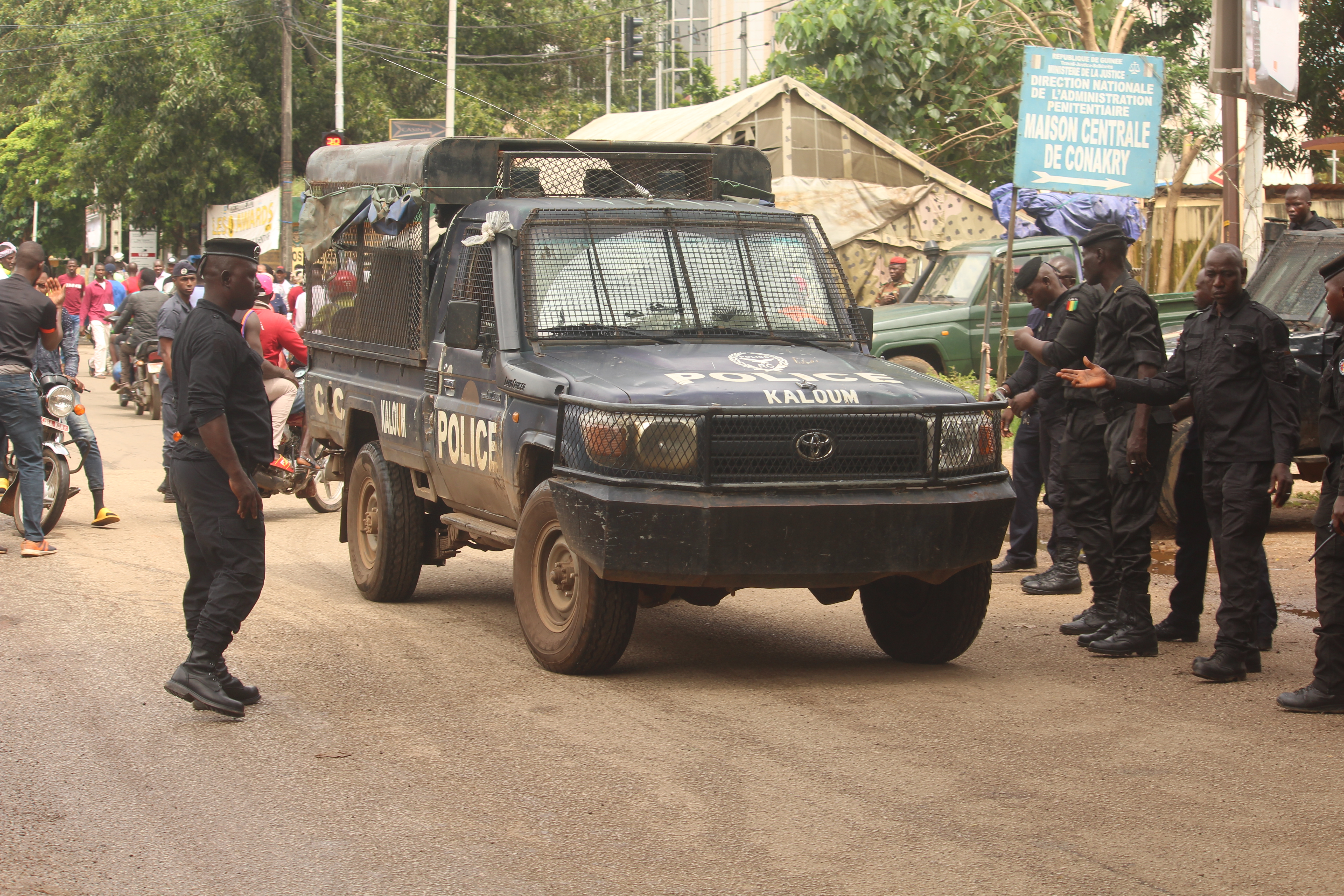
Voiture de police devant la maison centrale de Conakry

Avant l’indépendance, la gendarmerie française était présente en Guinée, une colonie intégrale à l’Afrique Occidentale Française (AOF). Après la proposition du référendum de septembre 1958, la Guinée dit non et  proclame l'indépendance le 2 octobre 1958, la Gendarmerie nationale guinéenne est créée sur décret le 13 novembre 1958 sur le modèle français avec une direction de la Gendarmerie.
En 1965, la direction est érigée en État-major de la gendarmerie nationale, le 28 novembre 2011, l’état-major de la gendarmerie nationale est érigée en Haut commandement de la gendarmerie nationale, direction de la justice militaire (HCGN-DJM), sur décret.

## Missions
Elle a à la fois un rôle judiciaire et administratif, un rôle de participation à la défense nationale et de police militaire. Alors que la police guinéenne a la responsabilité des villes, la gendarmerie a la responsabilité des zones peu peuplées.
Elle a pour mission de veiller à la sûreté publique, au maintien d’ordre et au rétablissement de l’ordre public ainsi qu’à l’exécution des lois et règlements dans le but de protéger les institutions, les personnes et leurs biens et pour assurer la défense opérationnelle du territoire.

## Organisation
La gendarmerie nationale guinéenne est subdivisée en quatre commandement :
1. Commandement de la gendarmerie territoriale ;
2. Commandement de la gendarmerie mobile ;
3. Commandement de la gendarmerie routière ;
4. Commandement des écoles.